# ケイ素生物
ケイ素生物（ケイそせいぶつ）は、SFなどでよく登場する、ケイ素（シリコン）でできている生物の総称。ケイ素生命ともいわれている。

## 概要
地球上の生命は炭素を中心として構成されている。これは炭素の持つ原子価が4つであり、多様な結合が可能であるからである。SF世界においては、炭素と同族で原子価が4つであり、『生命のようなもの』が出来有るのではないかという観点から、ケイ素が注目された。実際には地球上のケイ素のほとんどは二酸化ケイ素の形で鉱物質だが、人工的にはシリコンゴムのような有機物的な高分子も作られている。ケイ素生物に対し、地球上の生物のような炭素を中心に構成された生物を「炭素生物」と呼ぶ。
SF作家で生化学者でもあったアイザック・アシモフの短編「もの言う石」（『F&SF』1955年10月号、のち『アシモフのミステリ世界』に収録）に登場する「シリコニー」が有名。卵形で、底面からは放射状に6本の脚が出ており、緩慢に動く。「もの言う石」は日本では『S-Fマガジン』第2号（1960年3月号）に訳載され、多くのSFファンに強い影響を与えた。
「ケイ素を中心にできた体は岩石っぽくなるのではないか」「原子量がかなり大きくなるから反応速度も格段に遅くなり、人間が見ていても生命活動していることに気がつかないくらいになる」「だからむしろ高温の惑星上で生活するに違いない」などの想像がなされてきた。
炭素―炭素結合とは違い、常温常圧ではケイ素―ケイ素結合はパイ結合やシグマ結合による二重・三重結合を作る傾向がほとんどなく極めて不安定である。よって、ケイ素を中心に置いた化合物は、有機炭素化合物のアルカンに相当する有機シランがほとんどであり、少なくとも地球と類似した環境の星ではケイ素生物が存在するとは考えにくい（有機ケイ素化合物を参照）。たとえ環境が異なる場合を想定しても、ケイ素を中心に構成される化合物は、炭素のそれよりも遥かに種類が少ない。カール・セーガンは、地球外生命体が存在するとしても、それは炭素生物であると考えるのが自然であり、ケイ素生物は非現実的であると述べている。
現実の生物にも、多量のケイ素を含むものはあるが、それらは二酸化ケイ素の形で、ガラス質の骨格や殻、あるいは内部にその結晶をふくむなどで、生物学的な活性を持っているわけではない。ケイソウや放散虫、海綿動物などの生物のつくる骨格、イネ科植物が細胞内に蓄積するプラント・オパールなどが知られている。

## ケイ素生物が登場する作品

### 小説
- もの言う石（英語版）（アイザック・アシモフ）
- 宇宙船∞号の冒険（シリコニア・カウンタマス）（川又千秋）
- 火星のオデッセイ（スタンリイ・G・ワインボウム）
- 朝のガスパール（筒井康隆） - 作中作であるオンラインゲーム「まぼろしの遊撃隊」にシリコニイが登場する。
- 燃える傾斜（眉村卓）
- 超・博物誌（山田正紀）
- 涼宮ハルヒシリーズ「涼宮ハルヒの憤慨」（谷川流）
- 月の珊瑚（奈須きのこ）
- 9S（葉山透）
- されど罪人は竜と踊る（浅井ラボ）
- 地球の汚名（豊田有恒）
- 歌の降る惑星（菅浩江）
- MM9―destruction―（山本弘）
- 星へ行く船（新井素子）
- 郷村教師 (劉慈欣)
- 家畜人ヤプー(沼正三) - 作中で人類との戦争相手として「シリコノーズ」といい存在が表記されている。

### ドラマ
- 宇宙大作戦（ホルタ）
- Xファイル - シーズン2・9話「地底」。

### 映画
- ガメラ2 レギオン襲来（レギオン）
- スター・ウォーズ エピソード5/帝国の逆襲（エクソゴース（宇宙ナメクジ）、マイノック）
- パシフィック・リム（怪獣）

### 漫画
- サンダーマスク（手塚治虫）
- 火の鳥 (漫画)（手塚治虫）
- 攻殻機動隊2（士郎正宗）
- BLAME!（弐瓶勉）
- マップス（長谷川裕一）
- 超人ロック「ソード・オブ・ネメシス」他（聖悠紀）
- スプリガン（皆川亮二）
- ARMS（皆川亮二）
- レヴァリアース（夜麻みゆき）
- ジョジョリオン（荒木飛呂彦）

### アニメ
- ジーンダイバー
- 無限のリヴァイアス（ヴァイア）
- ガイスターズ
- 蒼穹のファフナー（フェストゥム）
- 伝説巨神イデオン（バジン）
- アイドルマスター XENOGLOSSIA(IDOL)

### ゲームソフト
- ジオグラマトン（CLOCKUP）
- ツヴァイ・ウォルター（CLOCKUP）
- マブラヴ オルタネイティヴ（âge）
- メトロイドプライム ハンターズ（スパイア）
- ピクミン2（ゾウノアシ）
- メタルブラック（タイトー）
- スターオーシャン4 -THE LAST HOPE-（トライエース）
- 輝光翼戦記 天空のユミナ（ETERNAL）
- サイバーナイト（トンキンハウス）

### 戯曲
- ロールプレイングザバグ（北村想）